# Für euch alle
Für euch alle ist ein Lied des deutschen Rappers Bushido aus dem Jahre 2018, welches er zusammen mit den Musikern Samra und Capital Bra aufnahm. Die zweite Singleauskopplung aus Bushidos dreizehntem Soloalbum Mythos wurde von den drei Künstlern geschrieben und von The Cratez komponiert sowie produziert.

## Text und Musik
Für euch alle ist im Vergleich zum Rest des Albums weniger am Oldschool Hip-Hop orientiert, sondern richtet sich nach dem zum Erscheinungszeitpunkt chartaktuellen Klang der Trapmusik. Der melodische, poppige Refrain, bei dem jede Zeile in phonetischem Gesang mündet, weist außerdem starke Parallelen zum Afrotrap auf. Obwohl Bushido als Hauptinterpret angegeben ist, übernimmt Capital Bra den Großteil der Vocals des Liedes; dieser singt den Refrain ein und rappt die erste Strophe. Seine Stimme ist in der Hook und in der zweiten Hälfte des ersten Verses mit Autotune versehen. Die zweite Strophe wird von Samra gerappt, die dritte von Bushido. Allerdings ergänzt Bushido eine Zeile in dem Part Capital Bras, während dieser in den Beiträgen der anderen beiden Adlibs zum Besten gibt.
Hintergrund des Textes ist eine Überschneidung mehrerer Ereignisse im beruflichen und privaten Umfeld der Interpreten. Zum einen trennte sich Bushido von seinem jahrelangen Geschäftspartner und Freund Arafat Abou-Chaker wegen dessen zu starker Kontrolle des Künstlers, was mediales Aufsehen erregte und für radikale Umbrüche für den Rapper und sein Plattenlabel ersguterjunge sorgte. Infolgedessen kam es laut Aussage seiner Familie zu gewalttätigen Reaktionen und Angstzuständen. Nachdem die teilweise kommerziell äußerst erfolgreichen Musiker Shindy, Ali Bumaye, AK Ausserkontrolle und Laas Unltd. nun nicht mehr Teil des Labels waren, wurde versucht, mit Samra und Capital Bra zwei neue Künstler an Bushidos Seite zu etablieren. Letzterer durchlebte eine ähnliche Situation, jedoch von der anderen Seite, als er sich von seinem Label Team Kuku trennte. Dieses Thema wird auch in Ausschnitten zweier YouTube-Videos aufgegriffen, welche zu Beginn des Liedes eingespielt werden.
Der Hintergrundgeschichte entsprechend legen Bushido und Capital Bra in Für euch alle ihre Seite des Geschehens offen und bestreiten dabei, aus Geldgier gehandelt zu haben. Ersterer äußert sich insbesondere dazu, dass er nun völlige Freiheit hat und sich nichts mehr sagen lässt, während zweiterer beteuert, sich durch den Erfolg und das Geld nicht verändert zu haben, sein Umfeld davon aber beeinflusst wurde. Samras Strophe ist im Vergleich weniger persönlich geschrieben und fungiert als eine genretypische Selbstdarstellung.

## Musikvideo
Im Musikvideo zu Für euch alle treten die drei Interpreten zusammen auf mehreren unterschiedlichen Settings auf und tragen das Lied vor, wobei die einzelnen Musiker oft beim Rauchen zu sehen sind. In einer wiederkehrenden Sequenz fahren die Rapper in einer Mercedes-Benz G-Klasse durch die Stadt, wobei Bushido am Lenkrad, Samra auf dem Rücksitz und Capital Bra auf dem Dach des Gefährts sitzt. Ein anderer häufig auftauchender Schauplatz ist eine große Parkfläche, auf welcher Capital Bra tanzt, trinkt und rappt. Er und Samra befinden sich in einigen Szenen zudem in einem Hotelzimmer und feiern auf dem Bett. Alle drei rasten außerdem vor einer Brando’s Shishabar. Oftmals agieren die Akteure auch vor Wänden, welche mit Graffiti besprüht sind. Während der Zeile, in der Bushido Capital Bra als neuestes Mitglied in seinem Label begrüßt, öffnet dieser eine Schachtel, in der sich eine hochpreisige Uhr befindet. Das Video hat auf YouTube über 56 Millionen Aufrufe (Stand: Januar 2024).

## Rezeption

### Rezensionen
Für euch alle erhielt positive Kritiken. Besonderes Interesse galt dabei der Strophe von Bushido, die als klare Ansage gegen seinen früheren Kumpanen Arafat Abou-Chaker aufgefasst wurde und welche einige zum damaligen Zeitpunkt noch offene Fragen über den Verbleib des Musikers mit ehemaligen Weggefährten klären würde. Gelobt wurden auch das hohe Hit-Potenzial des Liedes sowie sein moderner Klang, mit dem Bushido beweisen würde, auch zeitgemäße Lieder bewältigen zu können.

### Charts und Chartplatzierungen
Für Bushido und Samra wurde mit der Single der erste Nummer-eins-Hit in den deutschen Singlecharts erreicht, für Capital Bra der fünfte Top-Hit und das Produzenten-Duo The Cratez bereits der sechste Nummer-eins-Erfolg.
| ChartsChartplatzierungen | Höchstplatzierung | Wochen |
| ------------------------ | ----------------- | ------ |
| Deutschland (GfK)        | 1 (15 Wo.)        | 15     |
| Österreich (Ö3)          | 1 (12 Wo.)        | 12     |
| Schweiz (IFPI)           | 2 (8 Wo.)         | 8      |

| ChartsJahrescharts (2018) | Platzierung |
| ------------------------- | ----------- |
| Deutschland (GfK)         | 79          |

Auf der Streaming-Plattform Spotify erreichte die Single mehr als 66 Millionen Aufrufe (Stand: August 2024).

### Auszeichnungen für Musikverkäufe
| Land/Region        | Auszeichnungen für Musikverkäufe (Land/Region, Auszeichnung, Verkäufe) | Verkäufe |
| ------------------ | ---------------------------------------------------------------------- | -------- |
| Deutschland (BVMI) | Gold                                                                   | 200.000  |
| Insgesamt          | 1× Gold ·                                                              | 200.000  |